# ماثيو شيرمان
ماثيو شيرمان (بالإنجليزية: Matthew Sherman)‏ هو سياسي أمريكي، ولد في 31 أكتوبر 1827 في الولايات المتحدة، وتوفي في 5 يوليو 1898 في نفس البلد. حزبياً، نشط في الحزب الجمهوري. وقد انتخب عمدة سان دييغو ‏.